# Leão, o Cetonita
Leão, o Cetonita (em latim: Leo Ketonita) foi um oficial bizantino do século X.

## Vida

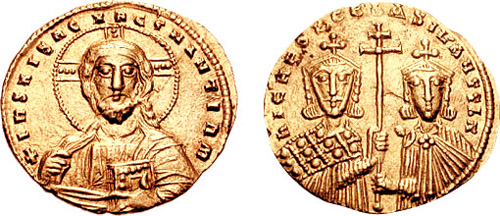
Histameno de r. e r.

Em novembro/dezembro de 968, quando Liuprando de Cremona retornava de sua embaixada em Constantinopla, foi impedido de dar prosseguimento a sua viagem pelo estratego da Córcira Miguel Quersonita, apesar do imperador Nicéforo II (r. 963–969) ter-lhe dado uma carta na qual dizia que deveria enviar Liuprando imediatamente para Leão na Itália. 20 dias depois, Leão enviou emissário para acelerar a viagem de Liuprando e seu pedido foi atendido. O texto de Liuprando indica que Leão ocupava um comando no sul da Itália, mas não é dada qualquer informação se era comandante de uma cidade ou região costeira.